# ウィッチクローズ
『ウィッチクローズ』(WITCH CLAWS)は、日本の特撮オリジナルビデオ。2002年12月21日に発売された。魔界の支配者の座を賭けて戦う実の姉妹を描いた物語。スーパー戦隊シリーズにスーツアクターとして欠かせない清家利一や、後に仮面ライダー電王で人気キャラクターの一人を演じることとなるおぐらとしひろら、ジャパンアクションエンタープライズの面々が多く出演している。

## あらすじ
圷麻耶と真実の姉妹は、両親を亡くして2人暮らしの身ながら、ごく普通の仲の良い生活を送っていた。だがある日、アンティークショップで奇妙な服を手に入れた真実は、次々に謎の怪物に襲われるようになった。真美の手に入れた服は、かつてこの世を支配していた魔界の女王の衣装・ウィッチクローズであり、真実はウィッチクローズによって次期女王候補・レムレスに選ばれ、もう一人の女王候補・レギーナと戦いを宿命づけられたのだった。あまりの事態に戸惑いつつも、レギーナの放つ刺客の非道さに、真実はレギーナとの戦いを決意する。だがレギーナの正体とは、姉の麻耶のことだった。

## 登場人物
圷 真実（あくつ まみ） / レムレス
主人公。未来の大小説家を夢見る女子高校生。馴染みの商店街に突如として出現した謎のアンティークショップで、魔界の服・ウィッチクローズを手に入れ、魔界の次期女王候補レムレスとなる。
圷 麻耶（あくつ まや） / レギーナ
真実の姉。大学の特待生に推薦されるほどの優等生。もう一人の魔界の次期女王候補レギーナとなり、魔界の女王の座を賭け、実妹の真実に剣を向ける。
魔闘士（まとうし）
魔界の次期女王候補を守護する魔界の闘士たち。レムレス（真実）には吸血鬼のラミア、サル妖怪のマシュラ、戦闘ロボットのラゴウの3人、レギーナ（麻耶）には吸血鬼のレスタト、狼男のフェンリル、マッドサイエンティストのシュタイナーの3人が仕えている。
ウィッチクローズ
魔界の女王が纏う魔女の衣装。かつてこの世を支配した魔界の女王が眠りに就く際、その魔力を封じ込めたという。胸の部分に顔を模した紋章があり、言葉を話すこともできる。

## 出演
- 圷真実（レムレス）：金子愛
- 圷麻耶（レギーナ）：茉理さやか
- ラミア：ケニー・レイ
- マシュラ：武智健二
- レスタト：清家利一
- 片桐健：長谷川健
- アンティークショップの主人：夏樹レナ
- ウィッチクローズ：青山穣（声）

※ 西尾三枝子、桑原幸子が友情出演

### スーツアクター
- ラゴウ：中島俊介[1]
- フェンリル：北川義一[1]
- シュタイナー：小倉敏博（現・おぐらとしひろ）[1]

## スタッフ
- 原作・監督：畑澤和也
- 企画：杉山太加男、野本秀樹、金田治
- 制作：力&ウィッチクローズ制作チーム
- 制作協力：ジャパンアクションエンタープライズ
- 脚本：大久保智巳

## 主題歌
「HEAVEN」
作詞 - 工藤えりか / 作曲 - 藤巻浩 / 歌 - 茉理さやか